# Janusz Rieger
Janusz Andrzej Rieger (ur. 20 września 1934 w Krakowie) – polski językoznawca i slawista specjalizujący się w historii języka polskiego na Kresach, profesor nauk humanistycznych, pracownik naukowy Instytutu Slawistyki Polskiej Akademii Nauk (1960–1997) oraz Instytutu Języka Polskiego PAN (1997–2004), wykładowca Uniwersytetu Warszawskiego, członek Towarzystwa Naukowego Warszawskiego, działacz opozycji demokratycznej w Polskiej Rzeczypospolitej Ludowej.

## Życiorys

### Pochodzenie

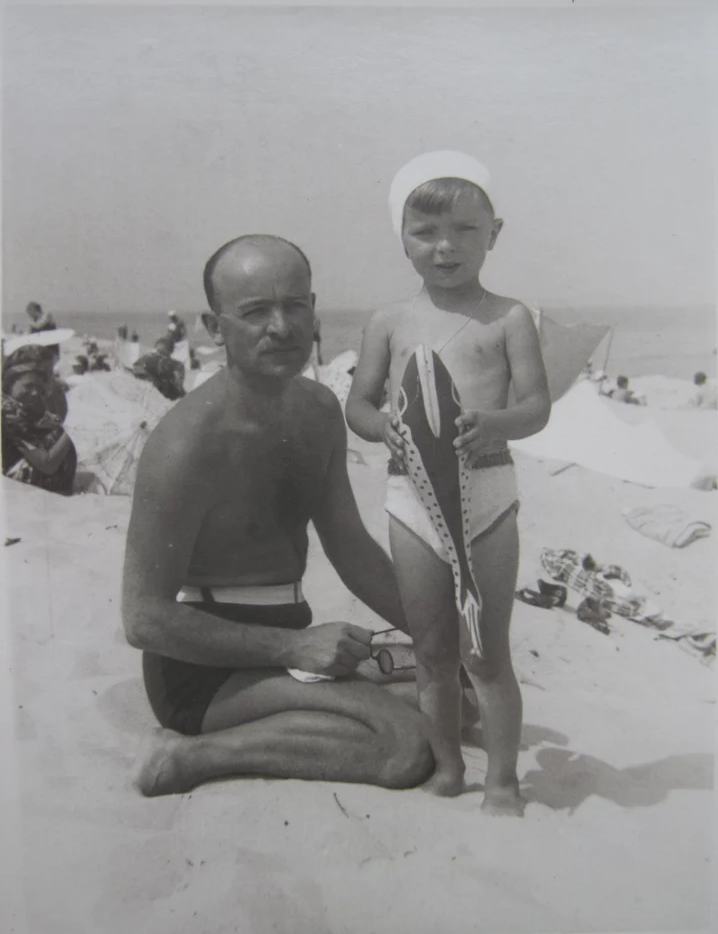
Janusz Rieger (z prawej) z ojcem Andrzejem na plaży, około 1936–1939

Urodził się w 1934 w Krakowie jako syn Andrzeja Riegera, prokuratora i podporucznika rezerwy Wojska Polskiego, który w 1940 został zamordowany w Katyniu; oraz Antoniny z domu Latinik, pierwszej mistrzyni Polski we florecie; wnuk inżyniera i wynalazcy Romana Riegera (od strony ojca) i generała Franciszka Latinika (od strony matki). Jego młodszy brat Jerzy urodził się w 1938. Jego stryjem był Adam Rieger, kuzynem od strony ojca Stefan Rieger, zaś kuzynami od strony matki: Irena i Andrzej Popielowie oraz Jerzy i Jan Vetulani.

### Młodość i edukacja
W młodości Janusz Rieger był instruktorem harcerskim oraz ministrantem w kościele św. Floriana, gdzie wikariuszem był ksiądz Karol Wojtyła. Wraz ze swym bratem Janusz Rieger należał do tzw. Środowiska, studenckiej grupy duszpasterskiej skupionej wokół Wojtyły, odrzucającej doktrynę marksistowską. Jako członek Środowiska brał udział w konwersatoriach oraz wycieczkach krajoznawczych organizowanych przez Karola Wojtyłę.
Janusz Rieger planował studiować prawo, lecz uniemożliwiły to względy polityczne, w szczególności fakt że jego ojciec padł ofiarą zbrodni katyńskiej. W latach 1951–1955 Janusz Rieger studiował rusycystykę na Uniwersytecie Jagiellońskim, gdzie wśród jego wykładowców byli m.in. Zdzisław Stieber i Jan Janów. W 1956 roku jako doktorant rozpoczął pracę na Uniwersytecie Warszawskim. Tam w 1967 obronił pracę doktorską.

### Praca naukowa i społeczna
Od 1960 roku pracował w Zakładzie Słowianoznawstwa, przekształconym następnie w Instytut Slawistyki Polskiej Akademii Nauk. Habilitował się w 1977. W latach 1980–1981 był wiceprzewodniczącym „Solidarności” w PAN, co skutkowało spowolnieniem jego awansów w karierze naukowej. Wykładał na Uniwersytecie Łódzkim w latach 70. oraz 1980–1982 oraz Katolickim Uniwersytecie Lubelskim (1988–1990). Tytuł profesora nauk humanistycznych otrzymał w 1989 roku.
W latach 1990–1998 był przewodniczącym Rady Naukowej Instytutu Slawistyki PAN. W instytucie tym był zatrudniony do 1997. Następnie od 1997 do 2004 był profesorem Instytutu Języka Polskiego PAN. Był wykładowcą Uniwersytetu Warszawskiego, m.in. w Instytucie Badań Interdyscyplinarnych „Artes Liberales”. Był promotorem w osiemnastu przewodach doktorskich.
Został wybrany na członka Towarzystwa Naukowego Warszawskiego (w 1983; w 1990 na członka zwyczajnego); członka Komitetu Językoznawstwa PAN (w 1974; w latach 1975–1984 był jego sekretarzem; w latach 1990–2002 wiceprzewodniczącym) – a w jego ramach na członka Komisji Dialektologicznej Komitetu Językoznawstwa PAN; członka czynnego Towarzystwa Naukowego KUL oraz członka Komitetu Słowianoznawstwa PAN (1991–2015). Został także członkiem honorowym Charkowskiego Towarzystwa Naukowego (1999) oraz Komitetu Językoznawstwa PAN (2005).
W pracy badawczej interesowały go zagadnienia takie jak język polski na Wschodzie, dialektologia ukraińska, onomastyka słowiańska, historia języka ukraińskiego i rosyjskiego, kontakty językowe oraz leksykografia. W latach 80. XX wieku współorganizował zespół naukowców z Białorusi, Ukrainy, Litwy i Łotwy, który podjął się dokumentacji polszczyzny kresowej. Od 1989 prowadził dalsze badania nad polszczyzną dawnych polskich Kresów; organizował badania nad gwarami polskimi na Ukrainie, badał także język i kulturę Łemków. Wraz z Wiaczesławem Wereniczem był inicjatorem i współredaktorem dwóch serii Komitetu Językoznawstwa PAN: dwunastotomowej serii Studia nad polszczyzną kresową (1982–2010) oraz serii Język polski dawnych Kresów Wschodnich.
Od 1988 roku współpracował przy wydawaniu Karpackiego Atlasu Dialektologicznego jako przewodniczący zespołu polskiego i współredaktor wszystkich tomów, był także członkiem jego Kolegium Redakcyjnego (1997–1998). Od 1991 roku jest członkiem Kolegium Redakcyjnego kwartalnika Slavia Orientalis. Był recenzentem oraz członkiem rady naukowej zeszytów językoznawczych wydawanych w Rocznikach Humanistycznych.
W 1992 roku wraz z kierowanym przez siebie zespołem otrzymał Nagrodę im. Kazimierza Nitscha za Atlas gwar bojkowskich. Janusz Rieger był inicjatorem przetłumaczenia z języka angielskiego na język ukraiński i wydania na Ukrainie ponad tysiącstronicowej pracy Historyczna fonologia języka ukraińskiego Jurija Shevelowa (Charków 2002), którą opatrzył słowem wstępnym. Wydanie to miało na celu ułatwienie językoznawcom ukraińskim zapoznania się z najnowszymi wynikami badań oraz metodologią lingwistyczną.
Janusz Rieger aktywnie działał na rzecz integracji środowisk akademickich polskich i ukraińskich, w szczególności poprzez pomoc młodzieży ukraińskiej, a także pochodzącej z innych krajów byłego ZSRR w otrzymywaniu stypendiów, m.in. z Kasy Mianowskiego. Stypendia te pozwalały studentom i doktorantom ze Wschodu w realizowaniu kilkumiesięcznych staży w Polsce. Janusz Rieger był organizatorem Studium Polonistycznego dla młodych naukowców ze Wschodu w Instytucie Slawistyki PAN (1993–1996, grant Fundacji Batorego) oraz inicjatorem Międzynarodowej Szkoły Humanistycznej w Ośrodku Badań nad Tradycją Antyczną w Polsce i Europie Środkowo-Wschodniej UW. Był jednym z fundatorów założonej w 1992 roku Fundacji Slawistycznej wspierającej badania i upowszechnianie wiedzy o językach i kulturach krajów słowiańskich. W latach 1989–1997 był wiceprzewodniczącym Komisji Nazw Miejscowości i Obiektów Fizjograficznych. Angażował się w działania popularyzujące wiedzę o kulturze łemkowskiej, był m.in. gościem Łemkowskiej Watry w Zdyni.
Janusz Rieger zredagował i opatrzył przypisami dziennik swojego ojca, Andrzeja Riegera, prowadzony od września 1939, a potem w niewoli radzieckiej aż do śmierci w kwietniu 1940 – wydany w 2015 roku pod tytułem Zapiski z Kozielska. W ocenie historyka Mečislava Boráka dziennik „stanowi dzisiaj jedno z podstawowych źródeł opisujących obóz w Kozielsku”.
W 2006 na zlecenie Głównego Urzędu Geodezji i Kartografii m.in. wraz z prof. Jerzym Dumą pod kierownictwem prof. Ewy Wolnicz-Pawłowskiej opracował wykazy nazw wodnych poszczególnych dorzeczy na podstawie literatury toponomastycznej.
Postanowieniem prezydenta Rzeczypospolitej Polskiej Andrzeja Dudy z 22 listopada 2017 roku Janusz Rieger został odznaczony Krzyżem Kawalerskim Orderu Odrodzenia Polski „za wybitne zasługi dla rozwoju polskiej slawistyki, za osiągnięcia w pracy naukowo-dydaktycznej oraz popularyzowanie historii i kultury Kresów Wschodnich”. W marcu 2020 Lubelski Oddział Stowarzyszenia Pisarzy Polskich przyznał mu Międzynarodową Nagrodę Literacką im. Józefa Łobodowskiego za „szczególnie zaangażowane na rzecz współpracy polsko-ukraińskiej”.

### Życie prywatne
Jego żona, Ewa z domu Giedrojć (ur. 1936), jest inżynierem elektronikiem. Mają córkę Annę (ur. 1961), lekarkę.

## Publikacje
Monografie autorskie
- 1969: Nazwy wodne dorzecza Sanu (Zakład Narodowy im. Ossolińskich)
- 1975: Nazwy rzeczne w dorzeczu Warty (wraz z Ewą Wolnicz-Pawłowską; Zakład Narodowy im. Ossolińskich)
- 1977: Imiennictwo ludności wiejskiej w ziemi sanockiej i przemyskiej w XV w. (Zakład Narodowy im. Ossolińskich)
- 1988: Gewässernamen im Flußgebiet des Wisłok (Stuttgart, Franz Steiner Verlag Wiesbaden)
- 1989: Z dziejów języka rosyjskiego (Wydawnictwa Szkolne i Pedagogiczne), wyd. drugie uzupełnione 1998
- 1995: Słownictwo i nazewnictwo łemkowskie (Wydawnictwo Naukowe Semper)
- 2003: Gewässernamen im Flußgebiet des San (Stuttgart, Franz Steiner Verlag)
- 2006: Słownictwo polszczyzny gwarowej na Litwie (wraz z Ireną Masojć, Krystyną Rutkowską; Wydawnictwo DiG)
- 2007: Słownictwo gwarowe przesiedleńców z Ukrainy: słownik porównawczy kilku wsi w Tarnopolskiem (redakcja; Wydawnictwo Lexis)
- 2014: Słownictwo polszczyzny gwarowej na Brasławszczyźnie (Wydawnictwo Naukowe Sub Lupa)[e]
- 2019: Język polski na Kresach (Wydawnictwo DiG)[45]

Słowniki i atlasy
- 1979: Słownik tematyczny rosyjsko-polski (wraz z Ewą Rieger; Wiedza Powszechna), wyd. drugie rozszerzone 2003
- 1980: Atlas gwar bojkowskich (opracował zespół pod kierunkiem J. Riegera głównie na podstawie zapisów terenowych Stefana Hrabca, t. I–VII, Zakład Narodowy im. Ossolińskich, Wrocław 1980–1991)
- 2007: Українсько–польський тематичний словник – Ukraïns’ko-pol’s’kij tematičnij slovnik (Słownik tematyczny-ukraińsko-polski; wraz z Orisą Dems’ka-Kul'čic’ką; Vidavnictvo Ukraïns’kogo katolic’kogo unìversitetu)
- 2012: Общекарпатский диалектологический атлас. Указатели – Obŝekarpatskij dialektologičeskij atlas (Ogólnokarpacki atlas dialektologiczny. Znaki; redakcja; Instytut Języka Polskiego PAN)
- 2016: Mały słownik łemkowskiej wsi Bartne (Wydawnictwa Uniwersytetu Warszawskiego)
- 2017: Atlas ukraińskich gwar nadsańskich opracowany na podstawie zapisów terenowych Stefana Hrabca. Tom 1 (Wydział „Artes Liberales” UW)

Redakcja
- 2002: Język mniejszości w otoczeniu obcym (redakcja; Wydawnictwo Naukowe Semper)
- 2004: Dawna i współczesna polszczyzna na Kresach (redakcja; Wydawnictwo Naukowe Semper)
- 2008: Słownictwo kresowe: studia i materiały (redakcja; Wydawnictwo DiG)
- 2017: Leksyka prawnicza w polskich zapiskach sądowych z Ukrainy (XVI i XVII wiek) (redakcja naukowa; Wydawnictwo DiG)

Opracowania
- 1997: A Lexical Atlas of the Hutsul Dialects of the Ukrainian Language (na podstawie notatek Jana Janowa i jego studentów; Harvard University Press; Semper)
- 2015: Zapiski z Kozielska, dziennik Andrzeja Riegera (opracowanie i redakcja; Narodowe Centrum Kultury)
- 2018: Słownik gwary łemkowskiej wsi Wysowa autorstwa Ołeksandra Hojsaka (wraz z Madiną Aleksiejewą, Wydawnictwa Uniwersytetu Warszawskiego)

Na podstawie materiału źródłowego.

## Ocena i odbiór
W dniach 4–6 listopada 1999 w Warszawie odbyła się konferencja zorganizowana dla uczczenia 65-lecia urodzin i 40-lecia pracy naukowej Janusza Riegera. W następstwie konferencji ukazała się publikacja zbiorowa Kontakty językowe polszczyzny na pograniczu wschodnim: prace ofiarowane Profesorowi Januszowi Riegerowi (2000) pod redakcją Ewy Wolnicz-Pawłowskiej i Wandy Szulowskiej.
W 2020 Tadeusz Lewaszkiewicz ocenił, że Janusz Rieger „to wybitny polonista, slawista i językoznawca ogólny, m.in. znakomity znawca polszczyzny południowokresowej i północnokresowe”. W ocenie Doroty Krystyny Rembiszewskiej opracowany przez zespół pod kierunkiem Janusza Riegera Atlas gwar bojkowskich „stanowi ważne źródło do badań porównawczych, rejestruje historyczną dziś leksykę obszaru położonego na północ od głównego grzbietu Karpat, z miastami Sanok, Lesko, Drohobycz”. W ocenie Feliksa Czyżewskiego prace Janusza Riegera dotyczące języka polskiego na Kresach Wschodnich „mają ważne znaczenie tak dokumentacyjne, jak i przede wszystkie metodologiczne (pozwalają uzasadnić genezę polszczyzny kresowej). Stanowią próbę odpowiedzi na pytanie: Czy jest to polszczyzna ludności etnicznej ruskiej czy dawnych osadników szlacheckich przybyłych z Mazowsza i Małopolski”.

## Odznaczenia i wyróżnienia
- Nagroda im. Kazimierza Nitscha za Atlas gwar bojkowskich (1992, nagroda zespołowa)[22];
- Honorowe członkostwo Charkowskiego Towarzystwa Naukowego (1999)[22];
- Honorowe członkostwo Komitetu Językoznawstwa Polskiej Akademii Nauk (2005)[22];
- Krzyż Kawalerski Orderu Odrodzenia Polski „za wybitne zasługi dla rozwoju polskiej slawistyki, za osiągnięcia w pracy naukowo-dydaktycznej oraz popularyzowanie historii i kultury Kresów Wschodnich” (2017)[38];
- Międzynarodowa Nagroda Literacka im. Józefa Łobodowskiego przyznana przez Lubelski Oddział Stowarzyszenia Pisarzy Polskich za „szczególnie zaangażowane na rzecz współpracy polsko-ukraińskiej” (2020)[20][39][40][41].